# Alessandro Peretti di Montalto
Alessandro Peretti di Montalto (1571. – 1623.) bio je talijanski biskup i kardinal.
Bio je pranećak Siksta V. Rođen je u Montaltu 1571. godine. Postao je kardinal na konzistoriju 13. svibnja 1585., kada je imao 15 godina. Bio je kardinal-đakon hrvatske crkve svetog Jeronima od 14. lipnja 1585. do 20. travnja 1587. Zatim je je optirao za crkvu Santa Maria in Cosmedin. Umro je u Rimu 2. lipnja 1623. goine. Pokopan je u kapelici Svetih jaslica u bazilici svete Marije Velike u Rimu. U Zavodu sv. Jeronima nalazi se njegov portret.

### Članci
- Bogdan, Jure. 2005. Hrvatska crkva svetog Jeronima u Rimu i njezini kardinali naslovnici. Crkva u svijetu. Sveučilište u Splitu - Katolički bogoslovni fakultet. Split. 40 (2): 187–205